# Гелиболу (фильм, 2005)
«Галлиполи» (турецкое название: «Гелиболу») — фильм турецкого режиссёра Толги Эрнека, выпущенный в 2005 году. Это документальный фильм о военной кампании Антанты в Галлиполи в 1915 году, рассказанной обеими сторонами конфликта: турками — с одной стороны и британскими солдатами (солдатами австралийского и новозеландского армейского корпуса) — с другой стороны.

## Создание
В работе принимали участие 16 исследователей и историков из разных стран; перед написанием сценария 18 месяцев были проведены в исследованиях для его создания. На сами исторические изыскания продолжались до тех пор, фильм не был завершён. Новые интересные документы или редкие фотографии включались в фильм уже при его съёмке и монтаже, что часто требовало изменения значительных фрагментов фильма.
Сам съёмочный процесс продолжался около 40 дней: команда фильма снимала места боёв на полуострове Галлиполи в апреле, чтобы «захватить» весенние цвета, а затем — отправилась на побережье Эгейского моря, в Дарденеллы — где необходимо было построить укреплённые пункты и траншеи, чтобы снять действия в них. В августе группа отправилась в Австралию и Новую Зеландию, чтобы снять архивные материалы и опросить семьи солдат, участвовавших в сражениях тех лет. Затем, в сентябре, они вернулись в Турцию для повторной съемки пейзажей полуострова.

## Сюжет
Турецкий режиссёр Толги Эрнека решил использовать в своей работе документы, сохранившиеся со времён Первой мировой войны: прежде всего, это дневники, письма домом и фотографии участников, бывших на обеих сторонах конфликта. Фильм показывает как храбрость, так и страдания с обеих воюющих сторон. Кроме того, работа Эрнека содержит интервью с международными экспертами, историками Великой войны, показывает ландшафт местности, на которой происходили сражения, используя подводную и аэрофотосъемку; активно привлекалось и трехмерная компьютерная анимация и даже восстановления ряда траншей и окопов тех времён.

## Критика
После того как фильм был выпущен в прокат во Франции, Лиза Нессельсон — кинокритик из журнала Variety — положительно оценила работу, написав: «Тщательно пересчитав потери, которые понесли союзные войска в своей попытке взять пролив Дарданеллы и полуостров Галлиполи в Турции во время Первой мировой войны, фильм служит наглядной иллюстрацией парадоксов и идиотизма битвы, выраженных в письмах и дневниках, написанных солдатами, сражавшимися с обеих сторон… Чёткое, информативное и „подвижное“ повествование, озвученное Джереми Айронсом и Сэмом Ниллом связывают воедино шесть лет исследований режиссёра-документалиста Толги Эрнека. В основном опираясь на сохранившуюся переписку и умело проиллюстрировав её серией фотоснимков и отснятого материала, фильм сводит к минимуму количество комментаторов в кадре. Работа возвращает к жизни давно умерших противников, выполнявших свой долг, несмотря на огромные потери от артиллерии, мин и дизентерии… Техническая сторона картины находится на высшем уровне.»
Австралийский кинокритик Луиза Келлер (Louise Keller) писала: «Великолепный, мощный документальный фильм, „Галлиполи“ эмоционально воздействует на зрителя посредством своей человечности и очень личных историй. За долгие шесть лет, что режиссёр Толга Эрнек потратил на исследования, создание, продюсирование и съёмку этого выдающегося фильма, ему удалось показать солдат, которые сражались на всех сторон этой тщетной войны-фиаско. Хотя сценарий Эрнек и содержит краткий рассказ об обстоятельствах и событиях, которые произошли в преддверии девятимесячного сражения, в которой погибли десятки тысяч человек — это фильм не о том, кто выиграл или проиграл. Все проиграли в этом шокирующем конфликте, в котором молодые люди не только сражались друг с другом, но и вели настоящую войну против экстремальных погодных условий, опустошительных болезней, мух и вшей.»
Критики также отмечали, что не показывая австралийской аудитории ничего принципиально нового о хорошо известном конфликте, фильм своей манерой «потрясает» зрителей. «Создатель фильма описывает конфликт как историю, в которой единственным врагом является сама война». Также отмечалось мастерство режиссёра смешивать реальные и постановочные кадры: «реконструкции добавляют непосредственности восприятия без сентиментальности, воздействую без навязчивости».
Всё многообразия взаимоотношений во время конфликта нашло своё отражение в кадре: это и коротких перемирия, когда обе стороны обмениваются подарками, едой и сигаретами — и хождение по трупам как своих товарищей, так и солдат противника, поскольку больше идти не по чему. Утверждалось, что Эрнеку удалось разрушить иллюзии о романтике войны.

## Награды
За создание данного фильма Толга Эрнек был удостоен почетной медали Ордена Австралии.

## DVD
Фильм был выпущен на DVD (в регионе 1) 5 февраля 2008 года компанией Cinema Epoch.